# Pleurothallis laxa
Pleurothallis laxa är en orkidéart som först beskrevs av Olof Swartz, och fick sitt nu gällande namn av John Lindley. Pleurothallis laxa ingår i släktet Pleurothallis och familjen orkidéer.
Artens utbredningsområde är Jamaica. Inga underarter finns listade i Catalogue of Life.